# Емилиан (Маринович)
Епископ Емилиан (серб. Епископ Емилијан, в миру Эмил Маринович, серб. Емил Мариновић; 10 июля 1902, Горни-Михоляц, Славония — 18 января 1982, Пакрац) — епископ Сербской православной церкви, епископ Славонский.

## Биография
Окончил Карловацкую духовную семинарию и Богословский факультет Белградского университета.
16 сентября 1933 года епископом Пакрачским Мироном (Николичем) рукоположен в сан диакона, а на следующий день — в сан пресвитера. Помимо священнического служения, работал библиотекарем в Патриаршей библиотеке.
28 мая 1949 года избран епископом Марчанским, викарием митрополита Загребского. 17 июля того же года был хиротонисан во епископа Марчанского.
12 июня 1951 года решением архиерейского собора назначен епископом Пакрачким, но 9 сентября того же года Пакрачкая епархия была преобразована в Славонскую, в связи с чем становится епископом Слвонским.
После смерти митрополита Дамаскина (Грданички), с 1969 по 14 августа 1977 года являлся администратором Загребской епархии.
Скончался 18 января 1982 года в Пакраце. Похоронен в соборной церкви города Пакраца.